# آدام بابرو
آدام بابرو (انگلیسی: Adam Bobrow; ۱۴ فوریهٔ ۱۹۸۱ که با نام‌های اسنیک‌من و صدای تنیس روی میز نیز شناخته می‌شود، مفسر ورزشی، یوتیوب‌بر، بازیگر، و بازیکن تنیس روی میز آمریکایی است. او کانالی در یوتیوب دارد که به علاقه مندان و طرفداران تنیس روی میز اختصاص دارد و محتوایی برای ترویج این ورزش در اختیار آنها قرار می‌دهد. کانال یوتیوب بابرو نشان می‌دهد که او افراد مختلف را در مسابقات دوستانه به چالش می‌کشد و از ورزشکاران جوان حمایت می‌کند و به کشورهای مختلف سفر می‌کند تا با مردم محلی تعامل و بازی کند و در عین حال به عنوان سفیر این ورزش خدمت کند.

## زندگی
بابرو در ایالات متحده متولد شد و در نزدیکی لس آنجلس بزرگ شده‌است. او از سال ۲۰۱۶ در تایوان زندگی می‌کند او با بازی تنیس روی میز با پدرش رشد و نمو پیدا کرد. در ۱۵ سالگی، او در یک تیم محلی مشغول به بازی بود و شروع به پیروزی در مسابقات در سراسر ایالات متحده کرد. او در کالج در دانشگاه کالیفرنیای جنوبی بازی کرد و در آنجا مدرک لیسانس تئاتر را گرفت. او پس از کالج در حالی که برای نقش‌های بازیگری تست می‌داد، تنیس روی میز را در SPiN تدریس کرد.

## حرفه بازیگری
او همچنین صداپیشه تعداد برنامه تلویزیونی و بازی کامپیوتری نیز بوده‌است.